# Gdańsk Zaspa Towarowa
Gdańsk Zaspa Towarowa – stacja kolejowa z peronem dla Szybkiej Kolei Miejskiej (funkcjonująca od 1951 roku) leżąca wzdłuż granicy dzielnic Brzeźno i Letnica. Południowo-zachodni fragment sąsiaduje z Wrzeszczem. Eksploatacja zawieszona od 25 czerwca 2005.

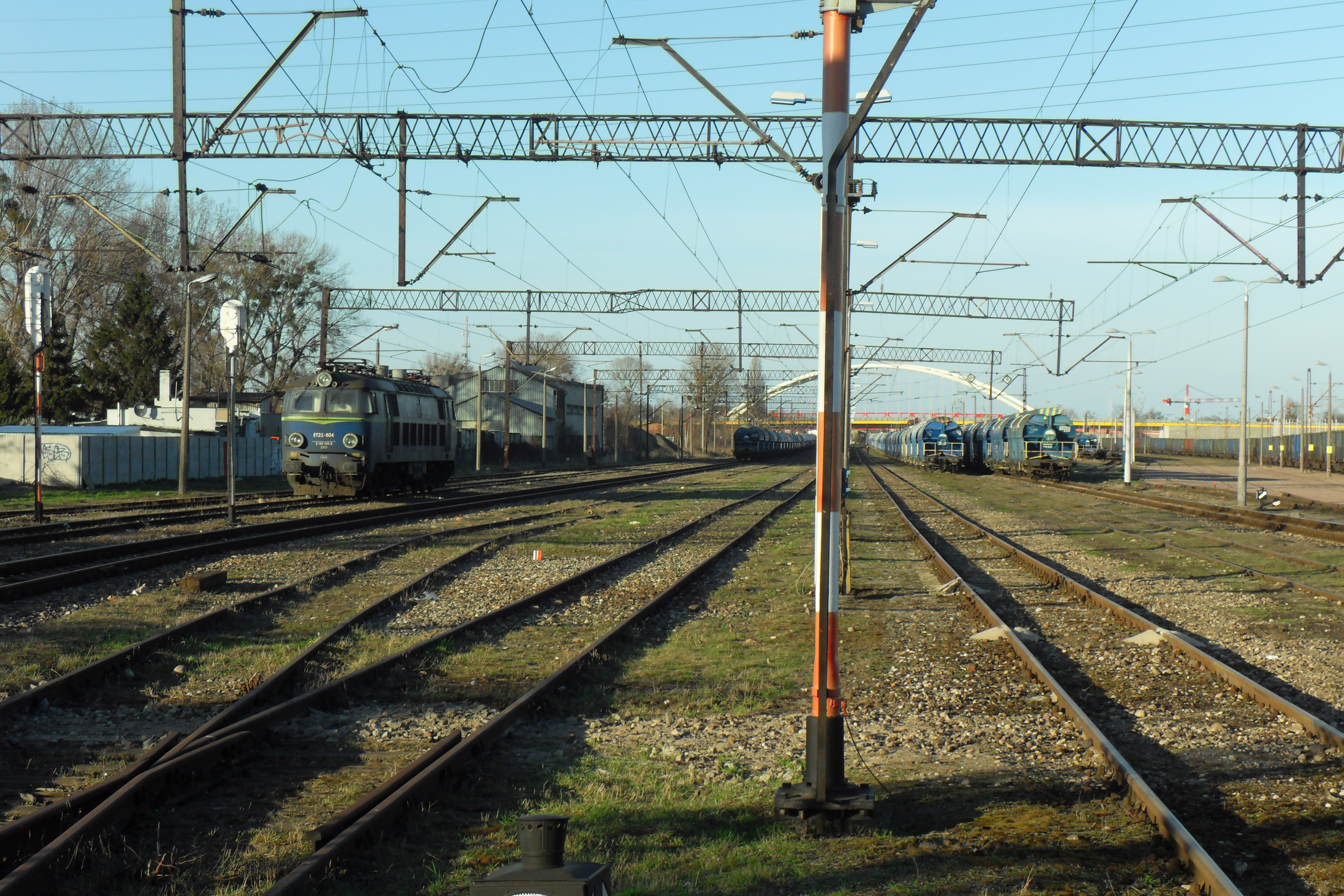
Stacja rozrządowa

Stacja znajduje się przy ulicy Uczniowskiej. Dysponuje jednym niezadaszonym peronem (odjazdy pociągów SKM odbywały się z dwóch torów w zależności od kierunku kursu; przystanek pełnił wraz z Kolonią funkcję jedynej mijanki na jednotorowej linii do Nowego Portu).
W pobliżu przystanku znajduje się stacja rozrządowa "Gdańsk Zaspa Towarowa" obsługująca portowy obszar gdańskiego WOCu i Nowego Portu, a w przeszłości również Dworca Wiślanego. W bezpośrednim sąsiedztwie przystanku znajduje się stadion. Kursujące tylko w dniach imprez masowych na tym obiekcie pociągi SKM nie zatrzymują się tutaj, lecz na pobliskiej Gdańsk Stadion Expo.
W 2019 rozpoczęto remont stacji, realizowany w ramach programu poprawy dostępności komunikacyjnej portów Trójmiasta.

## Historia

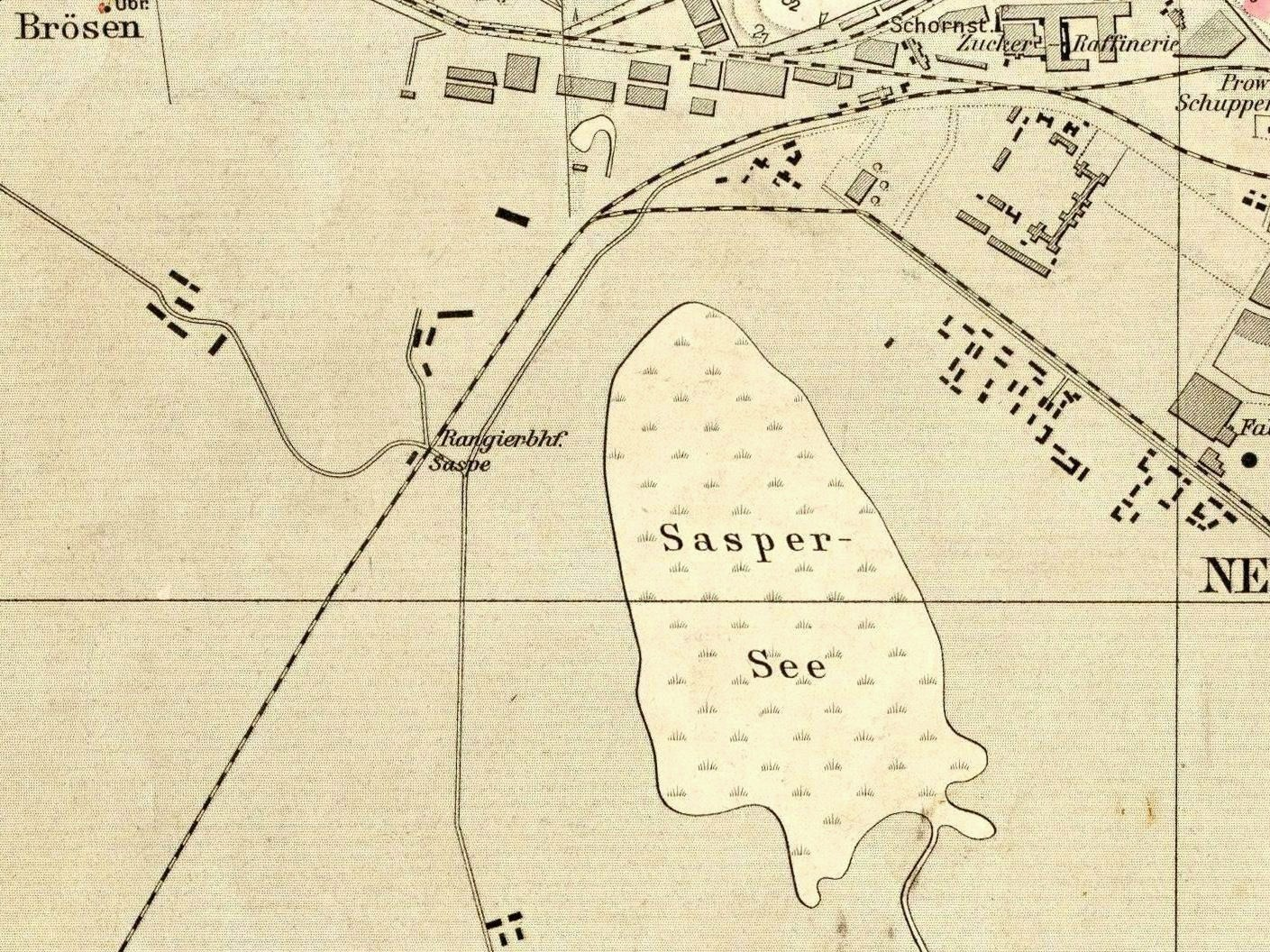
Gdańsk Zaspa Towarowa na mapie z 1909

Linia kolejowa nr 249 została zbudowana w 1867 roku. Stacja rozrządowa została zbudowana w latach 1913-1914. Od 1917 roku funkcjonowała parowozownia, zlikwidowana w czasie budowy mostu przy stadionie. Rozkładowe pociągi elektryczne (SKM) zostały uruchomione na tej linii 4 marca 1951.
Do 1973 roku stacja nosiła nazwę Gdańsk Zaspa, podobnie jak leżące w pobliżu, nieistniejące obecnie, Jezioro Zaspa. Nazwę zmieniono w związku z budową osiedla mieszkaniowego Zaspa w części miasta odległej o 2–5 km od stacji. Położony przy tym osiedlu przystanek kolejowy przejął nazwę i obecnie funkcjonuje jako Gdańsk Zaspa.